# Partido de clasificación para la Copa Mundial de 2006 entre Uruguay y Venezuela
El partido de clasificación al Mundial de Alemania 2006 entre Uruguay y Venezuela, conocido como Centenariazo, es el nombre con el que se conoce a la victoria de la selección de fútbol de Venezuela en la quinta fecha de la Clasificación de Conmebol para la Copa Mundial de Fútbol de 2006 frente a la selección de fútbol de Uruguay. Contra todo pronóstico, Venezuela le ganó 3 a 0 a Uruguay en el Estadio Centenario de Montevideo, siendo este uno de los resultados más recordados en el balompié sudamericano y la que muchos consideraron la noche más catastrófica en la historia del balompié charrúa. El partido es recordado no solo por el resultado, sino por la forma en que La Vinotinto fue sometida al escarnio público en suelo uruguayo por parte de la prensa local, ese mismo día los medios impresos uruguayos sacaban portadas las cuales hacían burlas explícitas hacia el seleccionado venezolano, por ejemplo destaca la portada del diario El País, la cual colocaba un gran anuncio publicitario donde apareció una mesa de futbolín con la leyenda "Venezuela: no existís".

## Contexto
Venezuela venía para este partido de ganarle 0:1 a Colombia en Barranquilla con un gol de Juan Arango, algo que fue considerado un verdadero «batacazo» y no era para menos, Venezuela no conseguía triunfos regularmente. Ante Uruguay, en todos sus choques previos en Montevideo, los locales se habían impuesto por un margen superior a dos goles. Venezuela llegó a este partido, como siempre, considerada «La Cenicienta» del subcontinente. La prensa, los fanáticos y hasta el equipo uruguayo esperaba una «contundente goleada» hacia Venezuela como lo hicieron en días anteriores ante Bolivia cuando los vencieron 5:0, tanto así que la prensa uruguaya previo al partido ante Venezuela llegó a publicar en primera plana titulares como "La historia empuja a los celestes ¡A MUERTE!", "¡Salud, celestes!", "Venezuela: no existís", "La hinchada espera una goleada", entre otros.

## Partido
La selección de Venezuela dirigida por Richard Páez llegaba al estadio Centenario en un marco de hostilidad tremendo. La prensa los trataba con menosprecio, burlas y algunos periódicos del país ya tenían el posible titular del día siguiente. El seleccionador Richard Páez tuvo que dirigir lejos del banquillo por una expulsión. Desde las tribunas un radio de onda corta lo mantenía en contacto con el cuerpo técnico venezolano.
Uruguay ante 40.000 espectadores buscaba ahogar a los visitantes, sin embargo se encontraron con un equipo que supo mantener la posesión del balón. Gabriel Urdaneta a los 19' marcaba el 0:1 para Venezuela con un disparo desde fuera del área. La reacción Celeste no se hizo esperar y en los minutos posteriores lograron crear situaciones de peligro: un tiro libre de Álvaro Recoba que impactó en el travesaño a los 30', y un tiro desde el borde del área de Darío Rodríguez que pegó en uno de los palos.
Héctor González pondría el 0:2 para los visitantes a los 67' tras una asistencia Alexander Rondón. Los gritos, silbidos y abucheos hacia los locales de los aficionados uruguayos se convirtieron en burlas tras el segundo gol de Venezuela. El olé se escuchaba cada vez que los visitantes trasladaban el balón o esquivaban a un rival. Diez minutos después Juan Arango a los 77' marcaría el tercer gol de Venezuela.
Luego del partido los técnicos de ambos equipos declararon:

Esa noche ante Venezuela representó la primera vez en mi vida que quise que un partido terminara cuanto antes. Esa noche fallamos a años y años de historia en ese estadio donde a nadie le era fácil ganar. Resultó una mancha histórica para el fútbol uruguayo.
Juan Ramón Carrasco, seleccionador de Uruguay.

Ellos (los uruguayos) salieron a asfixiarnos, pero en el fondo nos habían subestimado y el que en Sudamérica nos enfrente así, bajo ese esquema, se equivocará y le daremos la misma lección que ya los uruguayos sufrieron en Montevideo ante su público.
Richard Páez, seleccionador de Venezuela.

| 1     | POR   | Gustavo Munúa       |     |
| 6     | DEF   | Diego López         |     |
| 3     | DEF   | Gonzalo Sorondo     |     |
| 4     | DEF   | Darío Rodríguez     |     |
| 10    | MED   | Martín Ligüera      |     |
| 5     | MED   | Marcelo Sosa        |     |
| 11    | MED   | Richard Núñez       |     |
| 20    | MED   | Álvaro Recoba       |     |
| 19    | DEL   | Javier Chevantón    | 59' |
| 8     | DEL   | Germán Hornos       | 45' |
| 21    | DEL   | Diego Forlán        | 72' |
| D. T. | D. T. | Juan Ramón Carrasco |     |

| 1     | POR   | Gilberto Angelucci |     |
| 2     | DEF   | Luis Vallenilla    |     |
| 3     | DEF   | José Manuel Rey    |     |
| 6     | DEF   | Alejandro Cichero  |     |
| 27    | DEF   | Jonay Hernández    |     |
| 14    | MED   | Leopoldo Jiménez   |     |
| 8     | MED   | Luis Vera          |     |
| 10    | MED   | Gabriel Urdaneta   | 61' |
| 11    | MED   | Ricardo David Páez | 61' |
| 18    | MED   | Juan Arango        | 83' |
| 24    | DEL   | Alexander Rondón   |     |
| D. T. | D. T. | Richard Páez       |     |

| 7  | DEL | Walter Pandiani | 45' |
| 22 | DEL | Fernando Correa | 59' |
| 9  | DEL | Carlos Bueno    | 72' |

| 17 | MED | Jorge Rojas     | 61' |
| 20 | MED | Héctor González | 61' |
| 19 | MED | Andreé González | 83' |

| Anotado | 19' | Gabriel Urdaneta | 0–1 |
| Anotado | 67' | Héctor González  | 0–2 |
| Anotado | 77' | Juan Arango      | 0–3 |

| Amonestado                               | 24' | Diego López     |
| Otorgado · Otorgado otra vez · Expulsado | 74' | Diego López     |
| Amonestado                               | 84' | Fernando Correa |

| Amonestado | 43' | Gabriel Urdaneta |
| Amonestado | 52' | Alexander Rondón |

| Árbitro             | René Ortubé      |
| Árbitros asistentes | Arol Valda       |
| Árbitros asistentes | Oscar Soria      |
| Cuarto árbitro      | Heberth Aguilera |

| 1     | POR   | Gustavo Munúa       |     |
| 6     | DEF   | Diego López         |     |
| 3     | DEF   | Gonzalo Sorondo     |     |
| 4     | DEF   | Darío Rodríguez     |     |
| 10    | MED   | Martín Ligüera      |     |
| 5     | MED   | Marcelo Sosa        |     |
| 11    | MED   | Richard Núñez       |     |
| 20    | MED   | Álvaro Recoba       |     |
| 19    | DEL   | Javier Chevantón    | 59' |
| 8     | DEL   | Germán Hornos       | 45' |
| 21    | DEL   | Diego Forlán        | 72' |
| D. T. | D. T. | Juan Ramón Carrasco |     |

| 1     | POR   | Gilberto Angelucci |     |
| 2     | DEF   | Luis Vallenilla    |     |
| 3     | DEF   | José Manuel Rey    |     |
| 6     | DEF   | Alejandro Cichero  |     |
| 27    | DEF   | Jonay Hernández    |     |
| 14    | MED   | Leopoldo Jiménez   |     |
| 8     | MED   | Luis Vera          |     |
| 10    | MED   | Gabriel Urdaneta   | 61' |
| 11    | MED   | Ricardo David Páez | 61' |
| 18    | MED   | Juan Arango        | 83' |
| 24    | DEL   | Alexander Rondón   |     |
| D. T. | D. T. | Richard Páez       |     |

| 7  | DEL | Walter Pandiani | 45' |
| 22 | DEL | Fernando Correa | 59' |
| 9  | DEL | Carlos Bueno    | 72' |

| 17 | MED | Jorge Rojas     | 61' |
| 20 | MED | Héctor González | 61' |
| 19 | MED | Andreé González | 83' |

| Anotado | 19' | Gabriel Urdaneta | 0–1 |
| Anotado | 67' | Héctor González  | 0–2 |
| Anotado | 77' | Juan Arango      | 0–3 |

| Amonestado                               | 24' | Diego López     |
| Otorgado · Otorgado otra vez · Expulsado | 74' | Diego López     |
| Amonestado                               | 84' | Fernando Correa |

| Amonestado | 43' | Gabriel Urdaneta |
| Amonestado | 52' | Alexander Rondón |

| Árbitro             | René Ortubé      |
| Árbitros asistentes | Arol Valda       |
| Árbitros asistentes | Oscar Soria      |
| Cuarto árbitro      | Heberth Aguilera |

## Consecuencias
El 7 de abril de 2004, una semana luego del resultado, el técnico Juan Ramón Carrasco fue destituido por la Asociación Uruguaya de Fútbol y posteriormente reemplazado por Jorge Fossati, quién terminó con Uruguay en el quinto puesto de las eliminatorias.
Venezuela con esa victoria se colocó en el cuarto puesto, solo superada por Brasil, Argentina y Paraguay (este último por diferencia de goles), también se colocó con saldo de goles neutro (en toda su historia siempre había sido negativo).
A partir de ahí La Vinotinto perdió aire, aunque consiguieron hechos importantes como el 0-0 ante Perú en Lima, por primera vez se le marcó dos goles a Brasil en un mismo juego (derrota 5-2 en Maracaibo), por primera vez se le hizo gol a Argentina de visitante (derrota 3-2 en Buenos Aires) y sendas victorias de locales ante Perú y Ecuador. Venezuela no pudo lograr el objetivo, al caer en la penúltima fecha por 0-1 contra Paraguay en Maracaibo, pero logró borrar la impresión que tenía a nivel internacional de equipo débil. Venezuela subió una posición con respecto a la eliminatoria anterior y finalizó octavo con 18 puntos por encima de Perú y Bolivia.
Por su parte Uruguay enfrentó a Australia en el repechaje intercontinental. En el partido de ida, disputado en Montevideo, Uruguay venció 1:0, cayendo por idéntico marcador en el de vuelta (disputado en Sídney). En la definición por penales, Uruguay quedó eliminado por 4-2.